# Anhembi
Anhembi é um município brasileiro do estado de São Paulo. Localiza-se a uma latitude 22º47' sul e a uma longitude 48º07' oeste. Sua população estimada em 2014 era de 6 215 habitantes. O município é formado pela sede e pelo distrito de Pirambóia.

## Topônimo
"Anhembi" é derivado do tupi antigo, por meio da composição entre anhuma e 'y, significando "rio das anhumas".

## História
O município de Anhembi foi fundado pelos Bandeirantes, à margem esquerda do rio Tietê. A febre do ouro, o apresamento de indígenas, a busca dos caminhos para as minas de ouro do Sabarabussu e outros motivos fizeram, das Entradas e Bandeiras, importante capítulo histórico. Por outro lado, vindo das Minas Gerais, trazendo, no lombo do burro, seus produtos, os tropeiros tinham, na região, uma trilha aberta que chegava até o Paraná, rumo ao sul do país (Santa Catarina e Rio Grande do Sul).
Uma ponte sobre o rio Tietê facilitava a travessia no local, onde os tropeiros encontravam pouso.
Anteriormente conhecido como Correnteza Torta, o local passou a ser chamado de Capela de Nossa Senhora da Ponte do Rio Tietê, devido à construção de uma capela em homenagem a Nossa Senhora.
Antônio Rodrigues Ponce fez uma doação de 8 alqueires à Igreja Católica, como patrimônio da padroeira, cuja escritura foi provida 28 anos depois em tabelionato da cidade de Botucatu, pertencente, na época, à Comarca de Itapetininga.
A padroeira de Anhembi é Nossa Senhora dos Remédios.
O desenvolvimento do povoado foi marcado por esse comércio interestadual feito pelos tropeiros, e inaugurou o processo político-administrativo local. Inicialmente, em 20 de fevereiro de 1866, passou a freguesia do município de Botucatu e, mais tarde, em 8 de julho de 1867, foi transferido para o município de Constituição, atual Piracicaba.
A freguesia voltou a ser incorporada ao município de Botucatu em 9 de julho de 1869 e, em 15 de abril de 1891, foi transformada em vila. Em 12 de junho de 1934, a sede do município foi transferida para Pirambóia e a cidade retornou à condição de distrito, o que perdurou até 24 de dezembro de 1948, quando o município adquiriu definitivamente sua autonomia.
Os indígenas davam, ao rio Tietê, a denominação de "Anyemby" que, em português, significa rio dos Anhambus (ave abundante na região em épocas passadas). Este foi o motivo do nome da cidade.

### História do Distrito de Piramboia
Ao final do Século XIX, surgiu um pequeno povoado entre as cidades de Bofete e Capela da Ponte do Rio Tietê (Anhembi), beneficiado pela construção e instalação de um ramal da linha férrea da "Antiga Estrada de Ferro Sorocabana" na localidade. Hoje, sua estação é chamada de Pirambóia-Velha, tendo sido inaugurada no dia 20 de março de 1888.
Nesta época, esse povoado pertencia ao território do município de Bofete, que, pela lei 596 de 24 de maio de 1899 tornou-se distrito de paz.
Após se tornar distrito de Bofete, Piramboia veio ganhando grande atenção, já que a passagem do trem nas localidades na época trazia grandes benefícios desde a compra e venda de mercadorias até a locomoção dos moradores a outros municípios.
Ganhou tanta importância que, no dia 20 de maio de 1934, Piramboia foi desmembrada de Bofete e passou a pertencer a Anhembi. Devido à importância de Piramboia, em menos de um mês, Piramboia acabou recebendo a sede do município, que passou a se chamar município de Piramboia em 12 de junho de 1934.
Durante os 13 Anos da Sede do Município em Piramboia, foi transferida para a Comarca de Conchas. A principal marca que esse tempo deixou foi a rivalidade política de Anhembi contra Piramboia e vice-versa. Uma carta escrita por Manoel de Mattos, Diretor em Comissão do Grupo Escolar de Piramboia em 23 de julho de 1935, diz:
"(...) a situação aqui é extravagante. Município por decreto do ano passado,
Piramboia não tem prefeito, que continua ser de Anhembi (...) Ninguem soube
informar qual a solução a ser dada, dizendo que o municipio volta para Anhembi
(...) ficando sem saber a quem apelar. Esta cidade esta em completo abandono
devido às rivalidades existentes entre politicos de cá e de lá, ruas estragadas
pelas ultimas chuvas, algumas jazem intransitaveis sendo o estado sanitario
da localidade o mais precario possivel, não havendo coleta de lixo nem controle
sobre o deposito do mesmo, que é atirado á rua. A maleita, o amarelão, tracoma,
dor d'olho, andam pelas residencias ruraes, o coqueluche na zona rural e urbana,
tendo eu feito o que me é possivel fazer (...) e procurando prestar alguma
assistencia pela caixa escolar do estabelecimento ou por donativos angariados (...)
Manoel de Mattos, 23 de julho de 1935
Ocasionado pela insistência dos políticos de Anhembi com apoio de deputados estaduais, criou-se a lei 233 através da qual, no dia 24 de dezembro de 1948, o município de Piramboia passou a ser novamente Município de Anhembi, o qual é, até hoje, a sede do município.

## Geografia

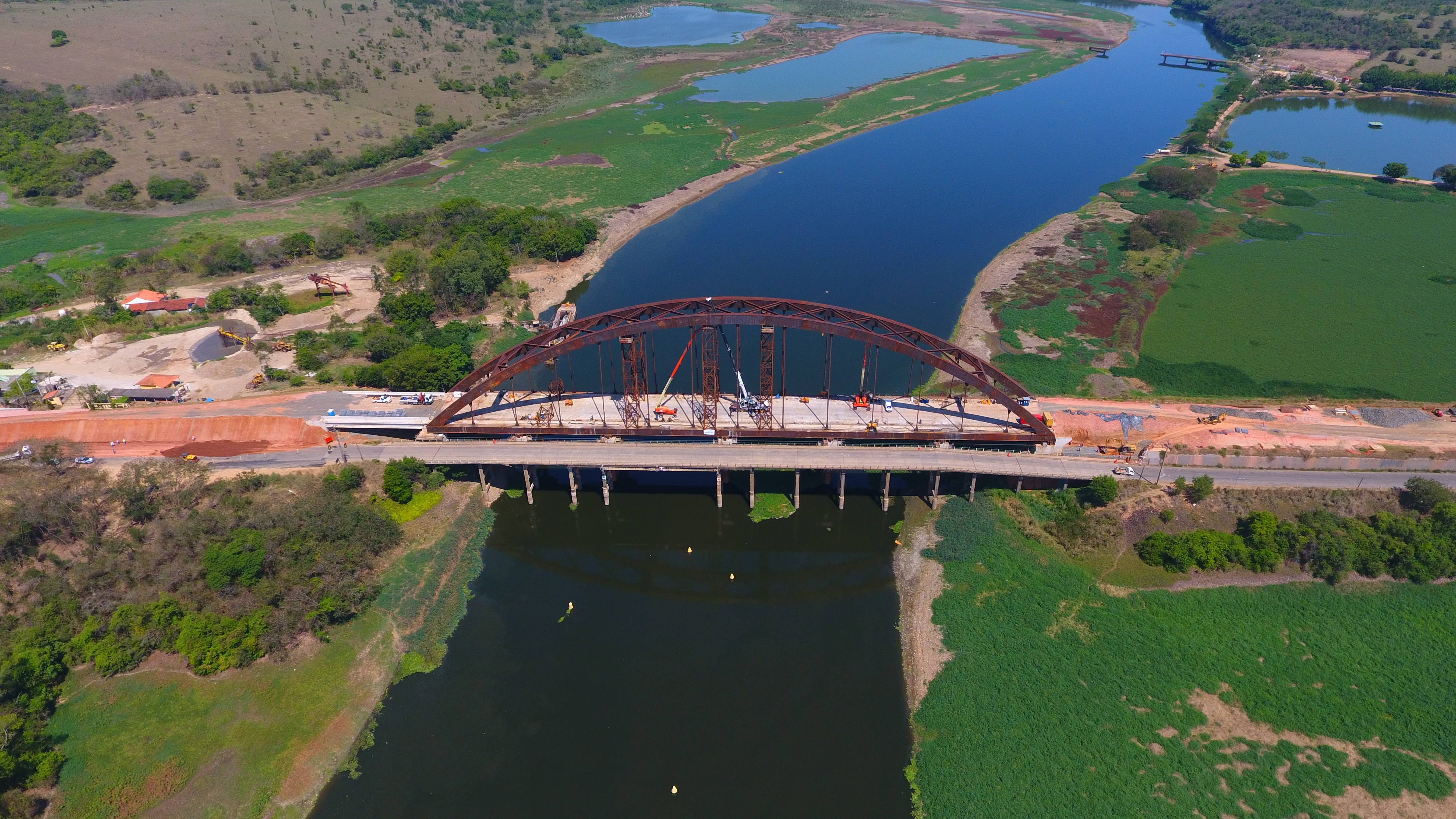
Ponte da SP-147 sobre o rio Tietê.

### Hidrografia
- Rio Tietê
- Rio do Peixe
- Terminal Intermodal de Anhembi
- Rio Alambari
- Ribeirão Bonito (águas sulfurosas)

### Rodovias
- SP-147

### Ferrovias
- Linha Tronco da antiga Estrada de Ferro Sorocabana[8]

## Demografia
Dados do Censo - 2010
População total: 5 648
- Urbana: 4 113
- Rural: 1 535
- Homens: 2 965
- Mulheres: 2 683

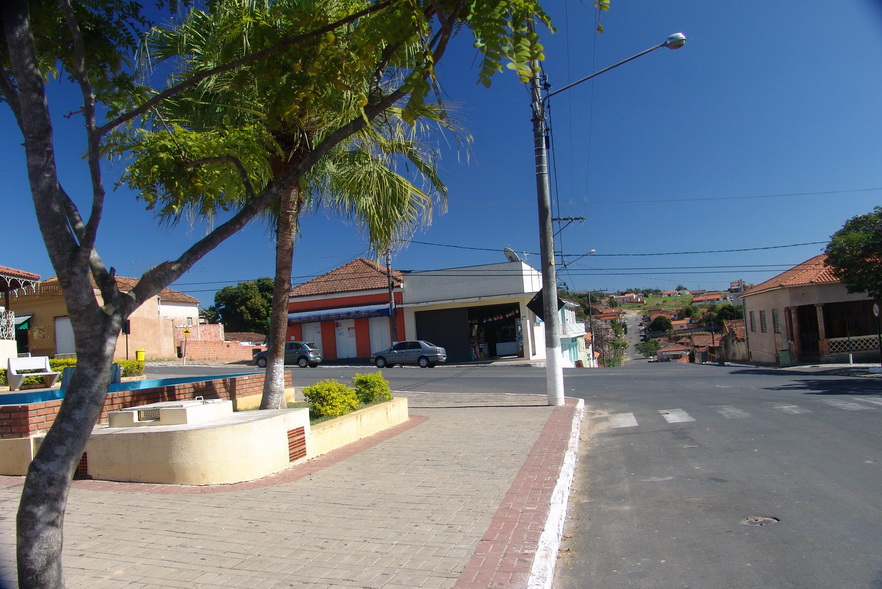
Aspectos da cidade.

Densidade demográfica (hab./km²): 6,16
Mortalidade infantil até 1 ano (por mil): 15,03
Expectativa de vida (anos): 73,67
Taxa de fecundidade (filhos por mulher): 2,61
Taxa de alfabetização: 91,33%
Índice de Desenvolvimento Humano (IDH-M): 0,768
- IDH-M Renda: 0,686
- IDH-M Longevidade: 0,778
- IDH-M Educação: 0,841

(Fonte: IPEADATA)

## Economia
Sua economia baseia-se na agropecuária, com destaque para a criação de gado nelore e para o cultivo de cana-de-açúcar.

## Infraestrutura

### Comunicações
O sistema de telefones automáticos foi inaugurado na cidade em 1981 pela Telecomunicações de São Paulo (TELESP), que também implantou o sistema de discagem direta à distância (DDD) em 1981 com o código de área (0149). Anteriormente a cidade era atendida pela Companhia de Telecomunicações do Estado de São Paulo (COTESP).
Na década de 90 o código DDD da cidade foi alterado para (014), para padronização do sistema telefônico com a telefonia celular que estava sendo implantada em todo o estado.

## Cultura e lazer

### Festa do Divino Espírito Santo
A festa do Divino começou por volta de 1846. Faziam-se novenas nos sítios e fazendas. Esse movimento começou com três famílias: as dos senhores Luiz Lianoel, Luiz da Cruz e João Barbosa.
O motivo que os levou a criar esta devoção foram as doenças que estavam maltratando muita gente na época. As doenças eram a maleita e o mal de Chagas. Sendo assim, resolveram fazer uma promessa ao Divino Espírito Santo, pedindo que este acabasse com o mal e oferecendo, como penitência, viagens de canoas de casa em casa, oferecendo suas orações, louvores e cantigas. Os donos da casa ofereciam, como gratidão, café e bolinho de mandioca (pois não existia pão).
Com o passar do tempo, a festa passou a fazer parte do calendário religioso da cidade. Os padres que davam assistência à paróquia resolveram fazer com que essa devoção espontânea coincidisse com o Pentecoste, isto é, a festa católica em honra ao Divino Espírito Santo.
Essa festa em Anhembi é festejada no quinquagésimo dia após a Páscoa. Não é um dia fixo, pois muda de ano para ano.
A cada ano que passava, aumentavam os devotos. Então, surgiu a necessidade de uma melhor organização. Criou-se, então, a Irmandade do D.E.S (Divino Espírito Santo) com seu diretor, secretário, tesoureiro e, nas canoas, os proeiros (que dão ritmo às remadas) e os pilotos (que governam as canoas). Existem, também, os salveiros, que, munidos de trabuco, soltam tiros de pólvora. Esses tiros com trabuco são como se fossem um aviso da Irmandade para o povo de que estão passando pelo local.
Existem também os Foliões e os Capelães, que cantam e rezam as orações próprias.
Adotou-se um uniforme azul para os dias de pousada (o uniforme é inspirado na cruzada: guerreiros que defendiam as caravanas, usando uniforme na cor azul-celeste com o desenho de uma cruz no peito) e um uniforme branco para o dia da festa, o Encontro das Canoas. Os botões da camisa do uniforme simbolizam a cruz. No uniforme azul, existe um detalhe vermelho para os irmãos em geral e o detalhe amarelo e branco é para identificar o diretor e o vice-diretor.
A Irmandade conta com mais de 300 irmãos inscritos, e sua participação média por ano é de 100 a 120 irmãos em 2 batelões. Desde que começou esse movimento, já foram 3 batelões; o 1º era de canoas feitas de troncos inteiriços de peroba. A canoa pequena mede 16,80 metros e a grande mede 18,20 metros. Estas viajaram até 1963. A 2º, já após o Rio Tietê estar represado, era de madeiras trabalhadas e viajou de 1964 até 1992. E a 3º, com as canoas atuais, é de chapas metálicas de aço, e viaja até hoje.
Quando se usavam as canoas de árvores inteiriças, era preciso deixá-las na água 1 mês e 12 dias para que pudessem inchar e não deixar frestas. Foram trocando as canoas, mas deixá-las na água por um determinado tempo antes de viajar virou tradição. Hoje, essa ação é chamada de derrubada das canoas.
Antigamente, tiravam as canoas no domingo da festa. Hoje em dia, elas são retiradas 15 dias após a festa devido ao cansaço dos irmãos.
A cada pousada, há café, almoço, terço e os foliões cantam uma música pedindo pousada, comida, esmola e também para se despedir. O canto é complementado com violão, caixa, triângulo e chocalho. Essas músicas vieram de Portugal compostas por autor desconhecido e foram complementadas no Brasil.
As Bandeiras apareceram por volta de 1906 e continuam até hoje. O responsável pelas Bandeiras é chamado de Alferes. São três bandeirasː a do meio é chamada de Bandeira centro do Divino. As bandeiras são abençoadas pelo padre antes de a Irmandade viajar. Todos que tocam na Bandeira recebem essa benção.
O mastro é um objeto de madeira pintado nas cores azul, vermelho e branco, feito pelo proprietário do local ou festeiros. O mastro é um símbolo que marca que os irmãos passaram por ali oferecendo suas orações.
Na praça da matriz, também é levantado o mastro. O responsável pelo mastro é chamado de capitão. Todos os mastros são levantados com remo pela irmandade.
O dia do encontro das canoas é o alvo principal da festa. Os irmãos todos de branco fazem as duas canoas se encontrarem no leito do Rio Tietê, sob salvas de tiros dos trabuqueiros e rojões.
Todos admiram a perseverança desta festa secular. Muitos vêm de longe trazer sua gratidão pelas graças alcançadas ou para fazer promessas.
A capela da ponte (como era chamada), hoje Anhembi tem sua tradição religiosa, que é maior que um folclore, é a tradição de Fé do povo que ainda se mantém viva.

### Monumento Natural Geiseritos de Anhembi
Em 2003, um estudo sobre os chamados "cupinzeiros" localizados na fazenda do ex-prefeito Geraldo Cunha se iniciou, com um financiamento da Fundação de Amparo à Pesquisa do Estado de São Paulo. No entanto, o que os pesquisadores da Universidade de São Paulo descobriram é um fato único no mundo.
Os gêiseres, parecidos com cupinzeiros, são estruturas do mineral sílica. Sua formação ocorre quando a água doce desce por fissuras na rocha e, ao entrar em contato com uma fonte de energia, se superaquece e é lançada pelas fissuras das rochas formando um esguicho para a superfície. Aos poucos, o mineral sílica vai se depositando, formando as estruturas.
O fato que surpreendeu os pesquisadores liderados por Jorge Kazuo Yamamoto e Thomas Rich Fairchild do Instituto de Geociências da Universidade de São Paulo foi que, em 1,5 quilômetros quadrados, se encontram cerca de 4,5 mil estruturas de aproximadamente um metro de altura. Kazuo, em entrevista ao programa Revista de Sábado da TV TEM (afiliada da Rede Globo), disse que são conhecidos aproximadamente "mil gêiseres no Planeta" e que os mais famosos são os de Yellowstone, no Estados Unidosː cerca de 500 gêiseres espalhados por uma área gigantesca que abrange três estados americanos.
As pesquisas revelaram que Anhembi pode ter o único registro geológico no mundo de atividade hidrotermal no período permiano (há 250 milhões a 300 milhões de anos). Também há a possibilidade de Anhembi ter sido uma praia há milhões de anos.
A lei estadual 12 687 de 3 de setembro de 2007 dispõem sobre a criação e a preservação do Monumento Natural Geiseritos de Anhembi. A justificativa é a necessidade "iminente" de preservação de um sítio natural raro e muito singular, pelo fato de "serem estruturas geológicas frágeis e estarem sujeitas a qualquer degradação natural e antrópica (pela ação do homem)".
Os primeiros trabalhos dos pesquisadores da Universidade de São Paulo resultaram em um artigo publicado na famosa revista Nature em 2005. E ganhou destaque na Página de Ciências do jornal Folha de S.Paulo e no programa Revista de Sábado da TV TEM.
O fato inusitado é que o proprietário, o ex-prefeito Geraldo Cunha, disse, ao professor Kazuo, que algumas estruturas foram utilizadas para "cascalhar estradas há muitos anos."
A expectativa do professor Kazuo Yamamoto e do deputado criador da lei, Adriano Diogo, é a transformação do local em um Parque Geológico e Turístico. Porém o deputado Adriano lamentou o desinteresse do Governo Estadual e da Prefeitura, e reconheceu a dificuldade da prefeitura em arrecadar dinheiro para a criação do parque.

## Religião

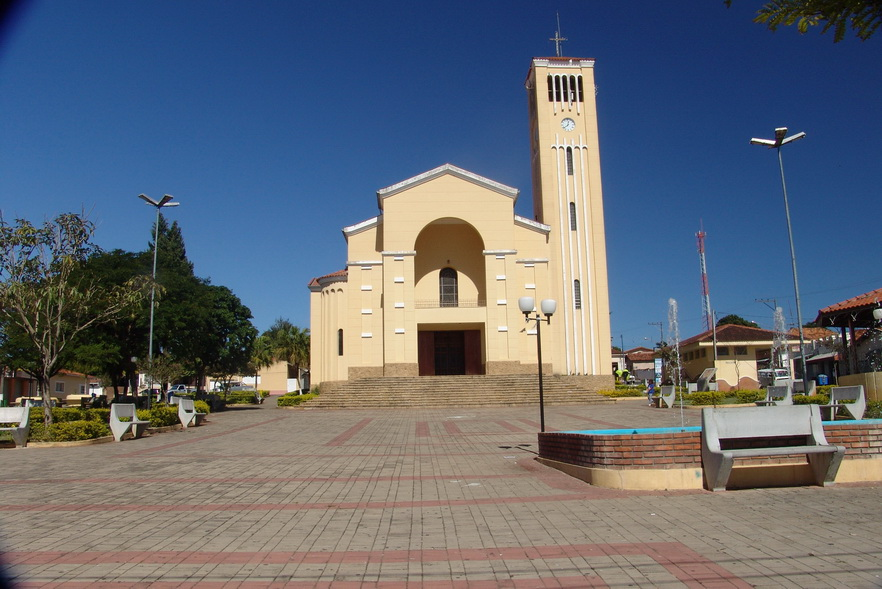
Igreja Matriz.

O Cristianismo se faz presente na cidade da seguinte forma:

### Igreja Católica
- A igreja faz parte da Arquidiocese de Botucatu.[13]

### Igrejas Evangélicas
Entre as igrejas protestantes históricas, pentecostais e neopentecostais, encontram-se na cidade:
- Assembleia de Deus Ministério do Belém.[16][17]
- Congregação Cristã no Brasil.[18]